# Вианден (коммуна)
Вианден (люкс. Veinen, фр. Vianden) — коммуна на северо-востоке Люксембурга, располагается в округе Дикирх на обоих берегах реки Ур. Коммуна Вианден является частью кантона Вианден. В коммуне находится одноимённый населённый пункт (городок).
Население составляет 1772 человек (на 2008 год), в коммуне располагается 772 домашних хозяйства. Занимает площадь 9,67 км² (по занимаемой площади 108 место из 116 коммун). Наивысшая точка коммуны над уровнем моря составляет 515 м (19 место из 116 коммун), наименьшая - 198 м (27 место из 116 коммун).
Известна как туристический центр с примечательным для страны и одним из самых древних и крупных в Прирейнской области расположенным на горе над городком одноимённым средневековым замком XI-XIV вв. одноимённой династии, а также церквями XIII в. тринитарианцев и Святого Николая и музеем Виктора Гюго. 

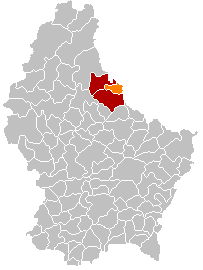
Оранжевый цвет - коммуна Вианден, красный - кантон Вианден.

## Города-побратимы
- Компьень, Франция

## Достопримечательности
- Замок Вианден